# Synaphea decumbens
Synaphea decumbens är en tvåhjärtbladig växtart som beskrevs av Alexander Segger George. Synaphea decumbens ingår i släktet Synaphea och familjen Proteaceae. Inga underarter finns listade i Catalogue of Life.